# زوبتسوف
شهر زوبتسوف (به روسی: Зубцов) در کشور روسیه و در اوبلاست ور واقع شده‌است.